# Thierry Warmoes
Thierry Warmoes (Brussel, 6 juli 1964) is een Belgisch marxistisch politicus voor de PVDA-PTB.

## Levensloop
Warmoes groeide op in Turnhout en studeerde in Antwerpen. 
Van opleiding bioloog, werd Warmoes beroepshalve milieuambtenaar en teamleider bij de Vlaamse Milieumaatschappij in Leuven. 
Sinds 1990 is Warmoes lid van de PVDA. Hij nam in 2012 deel aan de gemeenteraadsverkiezingen in Namen en in 2014 aan federale verkiezingen. Sinds 2014 is hij medewerker van de PVDA. Ook werd hij voorzitter van de PVDA-afdeling van de provincies Namen en Luxemburg.
Bij de gemeenteraadsverkiezingen van oktober 2018 werd Warmoes voor de PVDA verkozen tot gemeenteraadslid van Namen. Enkele maanden later, bij de federale verkiezingen van mei 2019, werd hij als lijsttrekker van de Naamse PVDA-kieslijst eveneens verkozen in de Kamer van volksvertegenwoordigers, waar hij voorzitter werd van de Kamercommissie voor Gezondheid en Gelijke Kansen.
In juli 2023 verliet Warmoes de Kamer om zich opnieuw op zijn loopbaan bij de Vlaamse Milieumaatschappij te richten. Hij werd in het parlement vervangen door Robin Bruyère. In september 2023 volgde zijn ontslag als gemeenteraadslid van Namen. Aanleiding hiervan was de beschuldiging van jarenlang huiselijk geweld van zijn ex-vrouw, die daarover in 2019 een klacht had ingediend bij het gerecht, wat enkele dagen voor zijn ontslag uit de gemeenteraad werd onthuld door de krant La Dernière Heure. Warmoes wilde naar eigen zeggen zijn partij niet betrekken in de rechtszaak en wilde zich concentreren op zijn verdediging. Zijn ex-partner zei dat ze in 2020 reeds de hogere autoriteiten van de PVDA op de hoogte had gebracht, met name Sofie Merckx en andere vrouwelijke parlementsleden, maar zowel Merckx als toenmalig woordvoerder Raoul Hedebouw stellen dat ze niet op de hoogte waren.